# Il cavaliere, la morte e il diavolo
Il cavaliere, la morte e il diavolo è un'incisione a bulino (24,5x18,8 cm) di Albrecht Dürer, siglata e datata al 1513 e conservata, tra le migliori copie esistenti, nella Staatliche Kunsthalle di Karlsruhe.

## Descrizione e stile
L'incisione fa parte del trittico detto Meisterstiche, con il San Girolamo nella cella e la celeberrima Melencolia I. Sebbene non legate dal punto di vista compositivo, le tre incisioni rappresentano tre esempi diversi di vita, legati rispettivamente alle virtù morali (“Il cavaliere, la morte e il diavolo”), teologiche (“San Girolamo”) ed intellettuali (“Melencolia I”); o le tre forme di vita contemplate dalla teologia, ossia la vita attiva (“Il cavaliere la morte e il diavolo”), la vita contemplativa (“San Girolamo”) e la vita spirituale (“Melencolia I”). Potrebbero però anche essere legate alle tre vie della salvezza o salus animae: la salvezza morale (“Il cavaliere la morte e il diavolo”), la salvezza religiosa (“San Girolamo”) e la salvezza intellettuale (“Melencolia I”).
Il Cavaliere in particolare, così denso di simboli e allegorie, si ispira alla figura del soldato cristiano descritto nel Miles christianus di Erasmo da Rotterdam. Esso è chiuso nell'armatura della fede, che gli permette di avanzare impavido nonostante l'orribile morte, che tenta di spaventarlo mostrandogli una clessidra col tempo di vita che gli è rimasto, e il mostruoso diavolo, che lo segue impugnando un'alabarda, con le fattezze grottesche di un incrocio di animali cornuti.
Dettagli naturalistici denotano la perfetta padronanza di Dürer raggiunta nell'utilizzo del bulino: dall'effetto di prospettiva aerea nella lontana città sul picco, schiarita per effetto della foschia, ai vivaci ritratti del cane da caccia, della salamandra e della boscaglia.
In basso a sinistra, vicino al memento mori di un teschio, si trova una tabella con il monogramma dell'artista e la data di creazione dell'opera preceduta dalla lettera “S”, lettera che per Claudio Bonvecchio è stante per “Salus” (Salvezza).
Il cavaliere, nella particolare e personale lettura che del quadro forniva Husserl, rappresenterebbe la fenomenologia.

## Curiosità
- Il filosofo Edmund Husserl ne teneva una copia nel suo studio.